# Kempten (Allgäu)

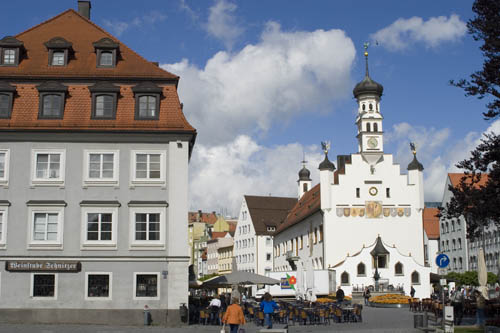
Ratusz z fragmentem rynku

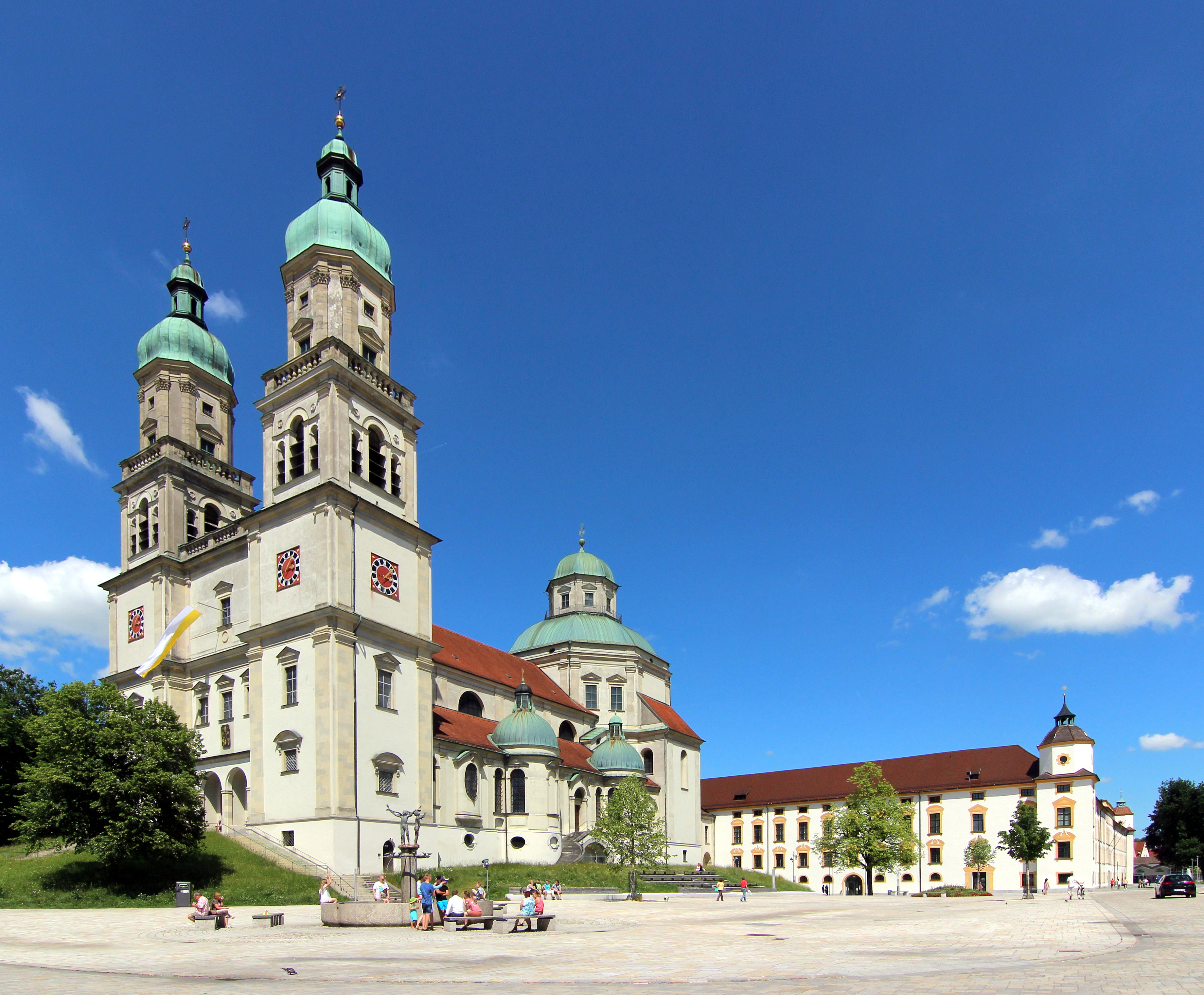
Kościół św. Wawrzyńca (St. Lorenz)

Kempten (Allgäu) – miasto na prawach powiatu w Niemczech, w kraju związkowym Bawaria, w rejencji Szwabia, w regionie Allgäu. Liczy 62 240 mieszkańców (2011). Znajduje się tutaj wyższa szkoła zawodowa, rozwinięty jest przemysł mleczarski o znaczeniu ponadregionalnym.

## Położenie
Kempten (Allgäu) leży na wschodnich kresach historycznych ziem Alemanów, nad rzeką Iller, na przedpolu Alp, ok. 100 km na południowy zachód od Monachium i ok. 50 km na wschód od Jeziora Bodeńskiego. Najniższy punkt na terenie miasta leży na wysokości 646 m n.p.m., najwyższy zaś na wysokości 915 m n.p.m.

## Historia

### Starożytność
Kempten należy do najstarszych miast na terenie Niemiec obok Wormacji, Trewiru i Augsburga. Wykopaliska archeologiczne potwierdziły istnienie rzymskiego miasta Cambodunum ok. 15 p.n.e., zaś pierwsza pisemna wzmianka o mieście znajduje się w zapiskach greckiego geografa Strabona z roku 18 n.e. Niewykluczone, iż Cambodunum pełniło funkcje stolicy rzymskiej prowincji Recja do czasu założenia Augsburga. Około II wieku miasto przeżywa okres rozkwitu, po którym następują lata stagnacji.

### Średniowiecze
Około 740 roku w Kempten powstaje placówka misyjna klasztoru w St. Gallen, w roku 774 podniesiona przez Karola Wielkiego do rangi samodzielnego opactwa, które od roku 1062 podlega bezpośrednio cesarzowi. W roku 1213 Fryderyk II Hohenstauf nadaje opatom klasztoru hrabstwo Kempten jako lenno, dzięki czemu stają się oni władcami samodzielnego terytorium Rzeszy. Za Karola IV terytorium to zostaje podniesione do rangi księstwa. Między klasztorem a podległym mu miastem dochodzi coraz częściej do sprzeczności. W roku 1289 Rudolf I Habsburg podnosi Kempten do rangi wolnego miasta Rzeszy wyłączając je tym samym spod władzy opactwa. Konflikty trwają jednak nadal i pogłębiają się po przejściu miasta na protestantyzm w 1527 roku. Osada, która powstała w pobliżu miasta na terytorium podległym klasztorowi, pozostaje natomiast przy katolicyzmie.

### Czasy nowożytne
Podczas wojny trzydziestoletniej mieszkańcy obydwu miast – katolickiego i ewangelickiego – pomagają nacierającym wojskom pustoszyć sąsiednią część miasta w zależności od tego, które wyznanie ma aktualnie przewagę militarną. Straty powiększa dodatkowo zaraza, która dwukrotnie dziesiątkuje miejscową ludność. W 1775 roku w Kempten ma miejsce ostatni proces o czary na terenie Niemiec. W wyniku mediatyzacji w roku 1802 zarówno klasztor, jak i wolne miasto tracą swą terytorialną niezależność i przechodzą pod panowanie bawarskie. Stare miasto zrasta się z nowym, poklasztornym.
Podczas II wojny światowej w mieście znajdował się podobóz obozu koncentracyjnego Dachau.
Od 1949 roku w mieście raz w roku organizowane są targi regionalne pod nazwą Allgäuer Festwoche.

## Zabytki i muzea
- kościół pw. św. Wawrzyńca (St. Lorenz) – przykład wczesnobarokowego budownictwa sakralnego wysokiej rangi, od 1969 roku bazylika mniejsza
- rezydencja opatów z wnętrzami barokowymi
- oranżeria (obecnie biblioteka miejska)
- Park Archeologiczny Cambodunum
- Muzeum Alpejskie (Alpinmuseum)
- spichlerz z muzeum regionalnym (Allgäu-Museum)
- ratusz
- kościół św. Magnusa (St. Magnus)
- dom sztuki złotniczej, odnowiony w 2017[1]
- most kolejowy na rzece Iller z 1906 r. (największy na świecie most kolejowy zbudowany z ubijanego betonu)

## Transport
Przez Kempten (Allgäu) przebiega autostrada A7 (Flensburg – Hamburg – Kassel – Würzburg – Ulm – Memmingen – Füssen) oraz drogi krajowe B12 (Lindau (Bodensee) – Monachium – Pasawa – Philippsreut) i B19 (Eisenach – Mellrichstadt – Würzburg – Ulm – Oberstdorf).
Od roku 1852 w mieście znajduje się dworzec kolejowy Kempten (Allgäu) Hauptbahnhof (linia Monachium – Lindau (Bodensee)).
W pobliżu miasta znajduje się lotnisko sportowe z pasem startowym o nawierzchni trawiastej. Najbliższe porty lotnicze znajdują się w Memmingen (40 km), Friedrichshafen (80 km), Innsbrucku (140 km) oraz Monachium i Stuttgart (obydwa w odległości 180 km).

## Współpraca
Miejscowości partnerskie:
- Bad Dürkheim, Nadrenia-Palatynat
- Quiberon, Francja
- Sligo, Irlandia
- Sopron, Węgry
- Trydent, Włochy